# 565
565 (DLXV) je bilo navadno leto, ki se je po julijanskem koledarju začelo na četrtek.

## Dogodki
- 1. januar

## Smrti
- 14. november - Justinijan I., bizantinski cesar (ali tudi 13. november) (* 483)